# Jone Berriozabal
Jone Berriozabal Bóveda (Durango, Vizcaya, 1982) es una política española miembro del Partido Nacionalista Vasco (EAJ-PNV). En la actualidad es presidenta del Araba Buru Batzar, la ejecutiva territorial del PNV en Álava, y por consiguiente, burukide del Euzkadi Buru Batzar.

## Biografía
Jone Berriozabal nació en 1982 en el municipio vizcaíno de Durango.
Es licenciada en Derecho por la Universidad de Deusto, con especialización en Derecho Público. Asimismo hizo el curso de Adaptación Pedagógica (CAP). Posee habilitación traductora e intérprete jurada (euskera-castellano y castellano-euskera).
Está colegiada en el Ilustre Colegio de Abogados de Álava, asimismo es socia de la Fundación Sabino Arana y de la Asociación de Txistularis de Euskal Herria.

## Trayectoria política
Inició su carrera política como miembro del Consejo Regional de EGI Álava (2002-2007).
Fue elegida por primera vez diputada en el Parlamento Vasco en las elecciones autonómicas de 2005, que dieron paso a la VIII legislatura. Resultó reelegida en las elecciones de 2009, 2012, 2016 y 2020. Durante la XI Legislatura presidió la Comisión de Asuntos Europeos y Acción Exterior.
En octubre de 2020 Olatz Garamendi, consejera de Gobernanza Pública y Autogobierno del Gobierno Vasco, confió en Berriozabal para el cargo de Viceconsejera de Relaciones Institucionales. Tuvo que dejar por tanto su escaño en el Parlamento Vasco, que fue ocupado por Ana Ruiz de Alegría.
En julio de 2023 pasó a la Diputación Foral de Álava como diputada foral de Igualdad, Euskera y Gobernanza. Este departamento es de nueva creación, pues anteriormente sus competencias dependían directamente del diputado general.
En octubre de 2024, en el proceso de renovación del PNV, Berriozabal fue impulsada como candidata oficialista para sustituir a José Antonio Suso en la presidencia del Araba Buru Batzar. En la primera vuelta contó con el apoyo de 37 de las 54 asambleas locales del partido, entre ellas, las cuatro más importantes de la capital alavesa. Sin embargo, Gorka Urtaran, diputado foral de Políticas Sociales y exalcalde de Vitoria, fue propuesto por doce batzokis. Esta candidatura crítica fue impulsada por el grupo de Iñaki Gerenabarrena, expresidente del Araba Buru Batzar y exconsejero de Agricultura del Gobierno Vasco. Finalmente, en la segunda vuelta celebrada en noviembre, Berriozabal se habría impuesto con el apoyo de 41 de los 65 apoderados, mientras que Urtaran habría conseguido el voto de 24 apoderados (quienes se limitan a transmitir los resultados de sus respectivos batzokis)
. Berriozabal se convierte así en la primera mujer en liderar el Araba Buru Batzar.